# Drenica

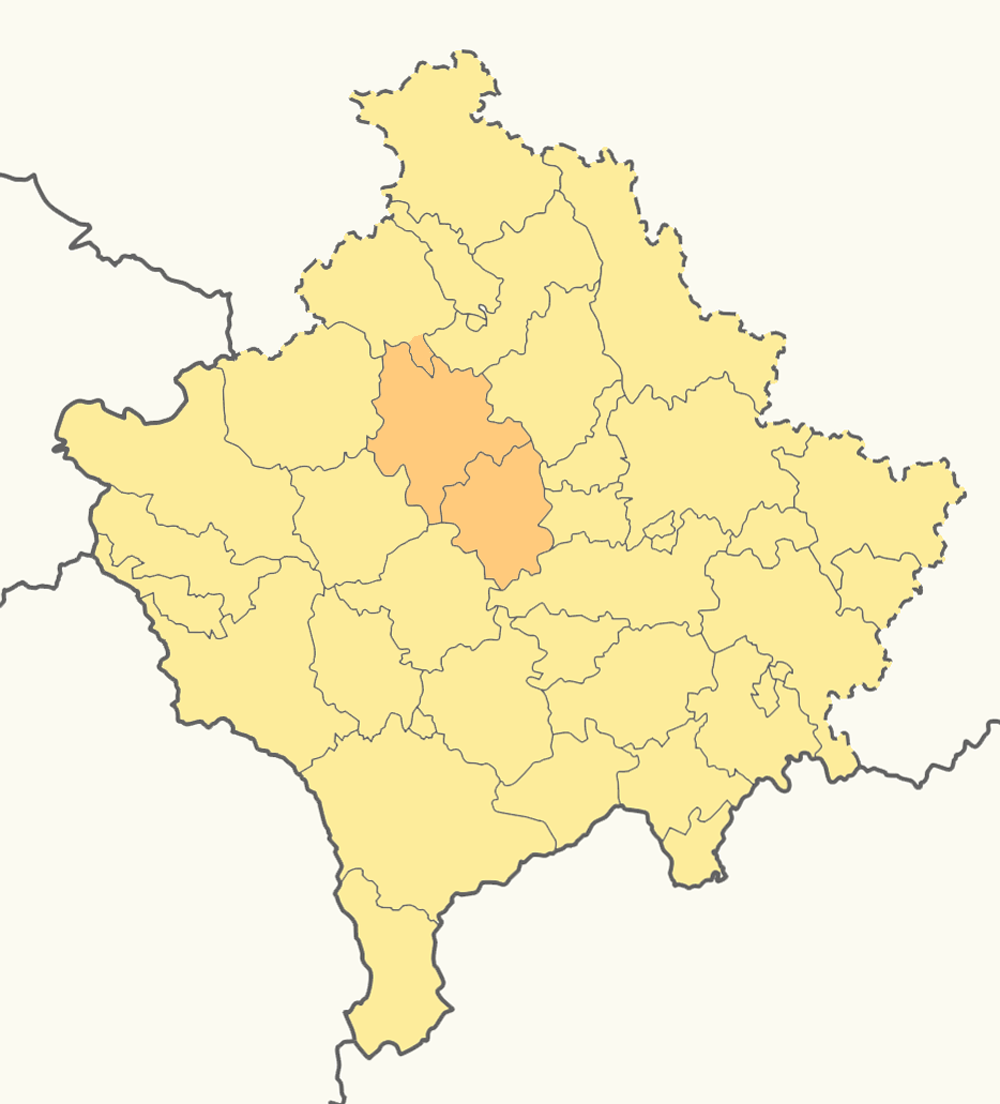
Lage der Drenica im Kosovo (dunkel markiert)

Drenica (albanisch auch Drenicë; serbisch-kyrillisch Дреница) ist eine Region im Zentrum des Kosovo.

## Name
Die Herkunft des Namens Drenica ist nicht eindeutig geklärt; sowohl aus dem Serbischen als auch aus dem Albanischen kann die Wortwurzel hergeleitet werden. Das serbische Wort дрен/dren bedeutet „Kornelkirsche“. Auf Albanisch bedeutet dre „Hirsch“, im gegischen Albanisch lautet die bestimmte Form dreni. In beiden Sprachen wird Dren als (vorwiegend männlicher) Vorname verwendet.

## Region
Drenica ist ein hügeliges Gebiet in Zentral-Kosovo mit einer Größe von etwa 680 Quadratkilometern. Es wird vom gleichnamigen Drenica-Fluss durchflossen, der in die Sitnica mündet. Die Region liegt westlich bis nordwestlich der Hauptstadt Pristina und umfasst hauptsächlich das Gebiet der Gemeinden von Drenas und Skënderaj. Die Region hat eine annähernd ovale Form, ihre Grenzen sind im Norden das Ursprungstal des Flusses Klina und im Osten der Bergzug Çyçavica, auf welchem auch die Gemeindegrenzen zu Vushtrria verlaufen. Die Ebene im südlichen Teil der Drenica reicht bis zum Dorf Pjetërshtica.
Die Bevölkerung der zwei Gemeinden Drenas und Skënderaj (109.389) besteht fast vollständig aus Albanern.

## Geschichte
In der Antike befand sich die Region mitten im Gebiet des Stammes der Dardaner, das auch von Kelten und Thrakern bewohnt war. Mitte des 1. Jahrhunderts geriet das Gebiet für mehrere hundert Jahre unter die Herrschaft Roms. Zwischen dem 6. und 7. Jahrhundert wurde das Gebiet von slawischen Stämmen eingenommen, was das Verschwinden der römischen Kultur mit sich brachte. Ab dem 7. Jahrhundert herrschten wieder die byzantinischen Kaiser bis Anfang des 9. Jahrhunderts über das Gebiet. Danach wurde die Region vom bulgarischen Zarenreich erobert. Zwischen dem 11. und 12. Jahrhundert begann die Herrschaft der Serben unter der Dynastie der Nemanjiden, und die Region wurde Teil des serbischen Königreichs. Das Reich wurde im 13. und 14. Jahrhundert, vor allem unter der Führung von König Zar Dušan zur Hegemonialmacht in Südosteuropa.
Drenica wurde erstmals unter der Herrschaft des serbischen Despoten Stefan Lazarević im bereits zerfallenden mittelalterlichen Serbischen Reich im Jahr 1413 erwähnt, als der spätere serbische Despot Đurađ Branković auf dem Weg zum orthodoxen Pauluskloster auf dem heiligen Berg Athos, begleitet von seiner Mutter Mara sowie seinen Brüdern Đurđe und Lazar, das dortige Dorf Dobroševce erreichte.
Despot Đurađ Branković ließ im Jahr 1434 das serbisch-orthodoxe Kloster Devič zum Gedenken an seine Tochter in der Nähe des Drenicer Waldes erbauen.

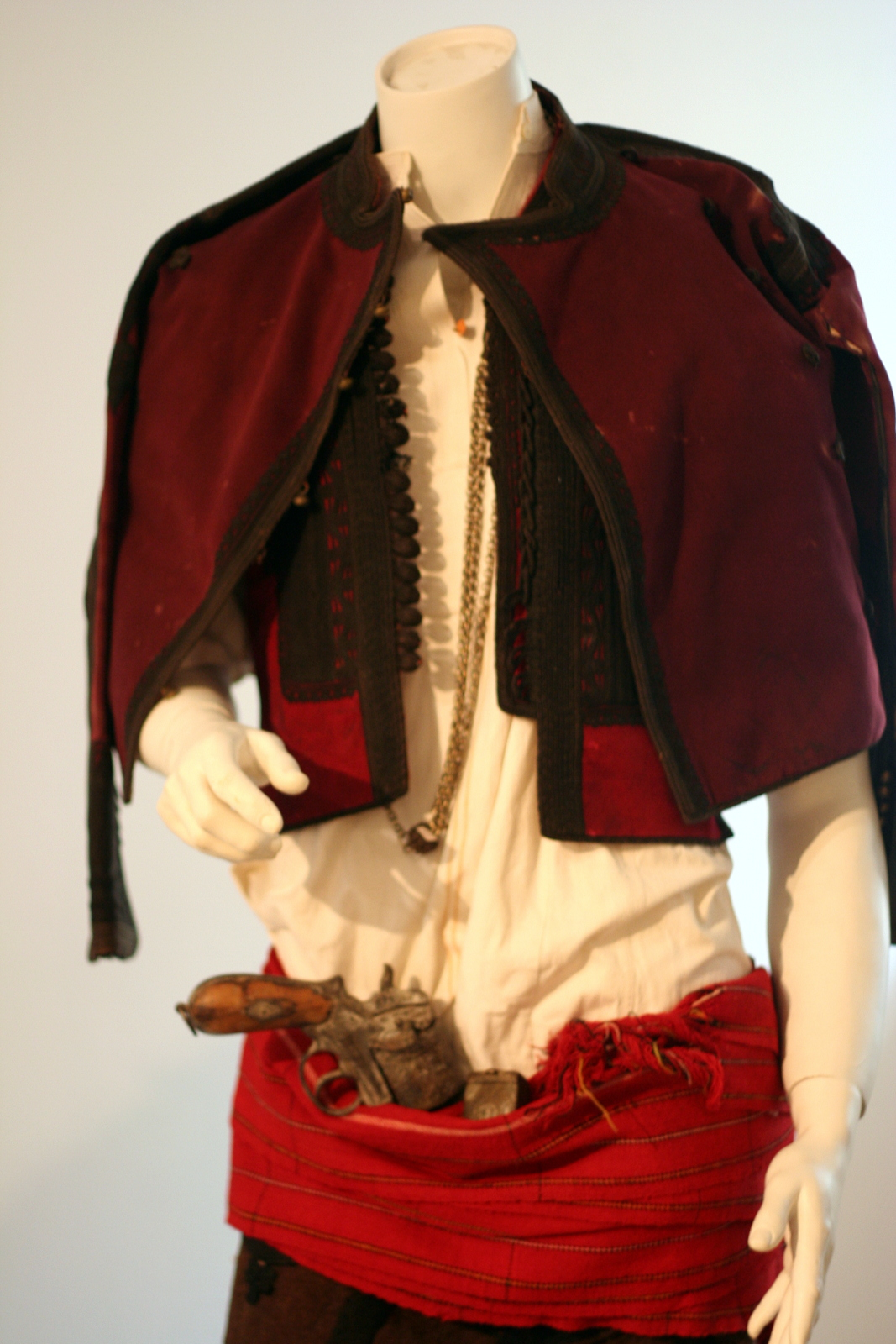
Albanische Volkstracht aus der Drenica

Despot Đurađ Branković soll enorme Anstrengungen unternommen haben, um Serbien vor der Eroberung durch die Osmanen zu retten, konnte dies lediglich aufschieben, aber nicht verhindern. In der Zeit der osmanischen Besetzung wurde die Region, in Gedenken an die blutigen Auseinandersetzungen, auch Crvena Drenica bzw. Drenica e Kuqe („Rotes Drenica“) genannt. 1850–1860 eroberte Jashar Pascha Cinić den südlichen Teil Drenicas, das seither meist unter der albanischen Bevölkerung den Beinamen Drenica e Pashës trägt. In dieser Region befinden sich etwa 20 Dörfer. Seither werden Drenica e Pashës und Crvena Drenica/Drenica e Kuqe unterschieden.
Die Einwohner dieser Region, vornehmlich Albaner, zeigten traditionell starken Widerstand gegen militärische Besatzermächte, zunächst gegen die Osmanen und später gegen die Österreicher und Serben im und nach dem Ersten Weltkrieg.

### Kosovo-Krieg
Die Region um Drenica galt als eine Hochburg der albanischen paramilitärischen Organisation UÇK. Aus der Region stammt auch die Familie Jashari. Adem Jashari war ein Mitbegründer der UÇK. Vom Oktober 1997 bis zum Beginn der serbischen Offensive im Februar 1998 war Drenica ein Operationsgebiet der UÇK und wurde zeitweise als „befreites“ Gebiet bezeichnet. Im Jahr 1998 kam es mehrmals zu heftigen militärischen Auseinandersetzungen zwischen der Jugoslawischen Volksarmee und der UÇK. Nach Ende des Kosovokrieges übernahmen internationale Kräfte (KFOR bzw. UNMIK) auch die Kontrolle über das Drenica-Gebiet.